# Rödlårsspindel
Rödlårsspindel (Gnaphosa bicolor) är en spindelart som först beskrevs av Carl Wilhelm Hahn 1833.  
Rödlårsspindel ingår i släktet Gnaphosa och familjen plattbuksspindlar. Arten är reproducerande i Sverige. Inga underarter finns listade i Catalogue of Life.